# 風雲 幕末伝
『風雲 幕末伝』（ふううん ばくまつでん）は元気から2005年1月20日に発売されたPlayStation 2用、本格歴史アクションゲームである。本作は『風雲 新撰組』の続編となる。
2009年12月10日に、フロム・ソフトウェアからPSP版『風雲 新撰組 幕末伝 Portable』（ふううん しんせんぐみ ばくまつでん ポータブル）が発売された。内容は同じだが、クリアすると新たに映像特典として美術設定が見られるようになった。本作と違う所は、会話のシーンで口が動かない、喜怒哀楽の表情がない、一部の人物の髪型が違うなど。
2014年12月17日より、PlayStation 2アーカイブスにて配信開始。レイティングはCERO：C（15才以上対象）。

## 概要
- 基本的なシステムは前作と同等。史実に基づき、同行する志士/隊士を編制する。一部の重要な局面（歴史的な戦いをモチーフにしたステージ）や捕縛シナリオなどではメンバーに特定の人物が固定になる場合がある。

調子によるステータスの変化や、連続して使用したり、任務中に撤退した人物はコストがアップするので数名でローテーションさせる・誰も連れて行かないなどのマネジメント要素も。
- 倒幕派と佐幕派の選択ができるようになった。倒幕派は鳥羽・伏見の戦いまで。佐幕派は箱館総攻撃までのシナリオがある。
- ボイスの追加（当時の基準でいうところのフルボイス相当）やアイテムの装備機能、剣技などの基本的なゲームシステム部分も前作よりもボリュームアップ。
- 偉人録モード（ミッションモード）を搭載。歴史人物を操作し、課題をクリアすることで人物を追加したり次のステージを解除できる。

操作できる人物は坂本龍馬や近藤勇のような著名な人物だけでなく、ストーリーでは敵として登場するような人物までシナリオが用意されている。
- 対戦モードでは最大4人で隊を編制し2P対戦ができる。人物は、ゲーム（上記のストーリーモードや偉人録モード）の進行状況に応じて解除されていく。中には、ストーリーには登場しない人物もいる。
- 波田陽区が宣伝部長として起用された。また、予約をするとオリジナル龍馬くん＆沖田くんストラップがもらえた（前作『風雲新撰組』の予約特典が新撰組の提灯型の光るストラップだった）。

## 主人公
- 宮本宗助※（倒幕編）　名前のモデルは宮本武蔵。倒幕をめざす若者。（声：加藤将之）

倒幕を志す若き維新志士。鋭い眼光の持ち主で、本気で睨んだ眼光は坂本竜馬をして「怖い眼」と評されるほど。桜田門外の変にも参加するなど、純粋だが過激な思想の持ち主。当初は思想のための暗殺などにもためらいなく参加していたが、坂本竜馬から影響を受けるにつれ、純粋な人斬りから脱却していく。初期設定の剣術の構えは、正眼と上段。
物語開始時桜田門外の変に参加。まだ若いという理由から仲間たちの計らいもあり脱出、幕府の追及を逃れる。
その後土佐勤王党に参加。そこで当時尊王活動に参加していた、坂本竜馬、岡田以蔵、田中新兵衛らと面識を得る。活動を共にするうちに坂本竜馬から多大な影響を受けるようになる。
その後、過激な活動を繰り返す土佐勤王党に見切りをつけ、桂小五郎らを中心とする維新志士たちに合流する。池田屋事件、その後の禁門の変が起こると、下火となった京都での活動からはいったん距離を置き、長州に走り奇兵隊に入隊。高杉晋作、山県有朋、長州正義派の危急に駆けつけた河上彦斎らと戦い、藩政を再び正義派の手に戻すことに貢献する。
坂本竜馬が海援隊を結成すると、奇兵隊を辞し海援隊に参加。再び活動を京都に戻す。以後は、海援隊に所属し、倒幕のために戦うが、竜馬は近江屋事件で暗殺されてしまう。竜馬暗殺後も倒幕派志士として活動を続ける。鳥羽・伏見の戦いに参加し、秋月小次郎と剣を交えた後、偶然遭遇した竜馬を暗殺した佐々木只三郎を倒した。
エンディングでは勝海舟に働きかけ、江戸無血開城を実現させた。維新後、竜馬の遺志を胸に外国行きの船に乗り日本から旅立った。
- 秋月小次郎※（佐幕編）名前のモデルは佐々木小次郎。新撰組に入り幕府のために戦う。（声：坪井智浩）

涼やかなだが、冷たい印象を与えてしまう目元をした青年剣客。登場当初は人情に左右されない怜悧な性格だったが、新撰組隊士らとの交流を経て仲間思いな性格へと変わっていく。初期設定の剣術の構えは、下段と八相。
浪士組に志願した際、芹沢鴨らに因縁をつけられたところを、近藤勇ら試衛館派の隊士に仲裁され、以降試衛館派の隊士たちと交流を深めるようになる。
壬生浪士組時代から、積極的に京都の治安維持に奔走。試衛館派の隊士らとともに、倒幕派の志士たちを取り締まる。一方で腕は立つが、壬生浪士組結成の立役者である芹沢鴨らの横暴な振る舞いから水戸派に静かな反感を抱き始める。その後芹沢鴨の乱行を見かねた幕府（正確には壬生浪士組を監督していた会津藩）から、芹沢暗殺の命令が下ると土方歳三らとともに暗殺に加担。壬生浪士組の一本化に貢献した。
　八月十八日の政変を経て、隊が「新撰組」となってからも第一線に立ち、土方歳三、沖田総司、永倉新八らとともに、京都の治安維持に奔走。以後、池田屋事件、禁門の変に参加し活躍する。
　禁門の変後、参謀として伊東甲子太郎が入隊してくると、再び新撰組は組織として不安定となっていく。隊士からも信頼の厚い副長の山南敬助の出奔事件が起こると、沖田総司とともに山南を追い、出奔の真意を聞かされることになる（山南の出奔の真意は新撰組の分離を画策する伊東への警告だった）。
　伊東甲子太郎が「御陵衛士」を結成し、藤堂平助らとともに新撰組を脱退するなか、新撰組に残留することを決め、後には伊東甲子太郎暗殺に参加した。
　戊辰戦争が勃発し、鳥羽・伏見の戦いが起こるとこれに参加。敗色が濃厚となると殿軍を買って出、土方らを脱出させることに成功する。
　その後一時消息不明になるが、会津にて再び新撰組に合流。以降は函館にて新撰組が解散するまで戦う。
　エンディングでは、戦死した土方の墓を前に、生存していた永倉新八、斎藤一に再会。共に新時代を生きることを誓い合う。その後の消息は不明。
　名前変換可能なため、主人公の名前は呼ばれない。ただ、名前変換後に最初にクリアした場合、変換名が資料にのる。

## 登場人物
本作には、非常に多数の人物が登場するため、中心となる人物やゲームとしての採用が珍しい人物など、一部を紹介する（ここで紹介されているすべてがプレイアブルとは限らない。また、ここに書かれている以外にも多数の人物が登場するため、気になる人物がいる場合は、ゲームの攻略サイトを参照されたい）。

### 倒幕派
- 坂本龍馬（声：小野大輔）

土佐出身。当初は尊王攘夷を掲げる志士だったが、勝海舟に影響され西洋の文化をたしなみ受け入れるようになる。自由闊達で、磊落な性格の持ち主。史実に基づき、戦闘中に短銃を使うことができる。
- 中岡慎太郎

　土佐藩出身。陸援隊隊長。竜馬と共に近江屋で暗殺される。
- 勝海舟（声：加瀬康之）

幕臣。開明的な視野の持ち主で、その識見は坂本竜馬に多大な影響を与えた。
- 武市半平太

土佐勤王党党首。土佐出身。尊王のためなら過激な暗殺も辞さない。
- 西郷隆盛（声：江川大輔）

維新三傑の一人。薩摩出身。
- 大久保利通

維新三傑の一人。薩摩出身。
- 桂小五郎（声：浜田賢二）

維新三傑の一人。長州出身。
- 高杉晋作（声：奥田啓人）

奇兵隊隊長。長州出身。松門四天王の一人。
- 入江九一

長州藩の下級武士出身。高杉晋作、久坂玄瑞、吉田稔麿と並び松門四天王の一人に数えられる。松陰の死後、久坂玄瑞に付いて弟・野村靖と共に尊攘活動を展開。奇兵隊の結成にも力を尽くした。
- 山県狂介（声：高瀬右光）
- 岡田以蔵

幕末四大人斬の一人。土佐出身。自身の剣腕を認めた武市に心酔し、京都で暗殺を繰り返す。性格は半ば破綻しており「血の雨降らそうぞ」など、猟奇的。一方で、勝海舟の会談に協力するという意外な一面も。
- 田中新兵衛

幕末四大人斬の一人。薩摩出身。示現流の使い手。性格が破綻した岡田と比べてまだ理性的であり、主人公とも気さくに言葉を交わす。
- 河上彦斎（声：速水奨）

幕末四大人斬の一人。肥後出身。冷静な性格の持ち主。居合いが得意だった史実に基づき、最高の抜刀術を習得している。
- 中村半次郎

幕末四大人斬の一人。薩摩出身。示現流の使い手。西郷隆盛に忠節を尽くす。
- 幾松（声：榊原ゆい）
- お龍（声：斎藤恵理）

### 佐幕派
- 近藤勇（声：上田燿司）

新撰組局長。最後に関しては、本作では出頭したという説を採用している。
- 土方歳三（声：新垣樽助）

新撰組副長。冷静にして冷徹な性格の持ち主。史実通り、最後まで戦い抜く。
- 沖田総司（声：石井真）

新撰組一番隊組長。明るく無邪気な性格の持ち主。天才型の剣士で最高の突き技を習得している。近藤に対して絶対的な信望をもっている。
- 山南敬助（声：吉野貴宏）

新撰組副長。穏やかな性格の持ち主で隊士たちの信頼が厚い。前作では主人公にアドバイスするだけだったが、今作では戦闘に参加できるようになった。
- 永倉新八（声：浜田賢二）

新撰組二番隊組長。堅実な剣術を得意とする。
- 斎藤一

新撰組三番隊組長。寡黙な性格の持ち主。土方から強い信頼を寄せられている。
- 井上源三郎

新撰組六番隊組長。本作初登場。新撰組でも年長の部類に入る人物。
- 藤堂平助（声：小野塚貴志）

新撰組八番隊組長。童顔で明るい性格の持ち主。つねに先陣をきることから魁先生の異名を取る。後、伊藤甲子太郎に応え共に「御陵衛士」に参加し、新撰組から脱退。その後伊東甲子太郎暗殺後の戦闘で非業の死を遂げる。
- 原田左之助（声：上田燿司）

新撰組十番隊組長。宝蔵院流槍術の名手。短気だが爽快な気性の持ち主。
- 伊東甲子太郎（声：阪口周平）

新撰組参謀。端正な容貌の持ち主。後に、「御陵衛士」を結成し新撰組を分裂させる。
- 武田 観柳斎

男色説が採用されており、中盤まで捕縛任務の相棒として固定。後半は、山崎烝（声：渡辺英雄）に交代となる。
- 市村鉄之助（声：鈴木正和）
- 相馬主計（声：伊丸岡篤）

- 芹沢鴨（声：くわはら利晃）

序盤から登場。本作では、新見錦、平山五郎などを従え、しばしば近藤一派（および佐幕派主人公）を下に見ているような態度をとる。本作では、本名に関して「木村継次」説を採用。
- 佐々木只三郎（声：小上裕通）

京都見廻組隊長。本作では、彼が竜馬を暗殺したという説を採用している。

### その他
- 千葉周作

弟の千葉重太郎、姪の千葉佐那子と共にプレイアブルキャラクターとして登場。千葉佐那子は、本作では珍しい女性プレイアブルキャラクターでもある。
- 仏生寺弥助

史実での評判に基づき、本作で（隠しキャラクターを除き）体力と俊敏が最高値の300となっている（通常各ステータスはどんな人物でも100～200の範囲で、一部に200を超えるものがいる程度）。
- 熊川熊次郎、藤吉

それぞれ史実では殺害された相撲取りであるが、本作では熊川熊次郎がプレイアブルキャラクターである。基本的な3Dモデル、モーションは同一。
その他多数
- ナレーション（声：大木民夫）

※声優は、ほとんどマウスプロモーションのメンバーで固められている。

## 関連商品
攻略本
- 風雲幕末伝攻略・幕末英傑録
- 風雲幕末伝 公式攻略極之書

サントラCD
- 風雲幕末伝 オリジナル・サウンドトラック

前作ゲーム
- 風雲 新撰組

## ミュージカル
前作の「風雲 新撰組」と共に原作としてミュージカル化された。詳細は「風雲 新撰組#ミュージカル」を参照。